# Macroglossum gyrans
Macroglossum gyrans är en fjärilsart som beskrevs av Walker 1856. Macroglossum gyrans ingår i släktet Macroglossum och familjen svärmare. Inga underarter finns listade i Catalogue of Life.

## Bildgalleri

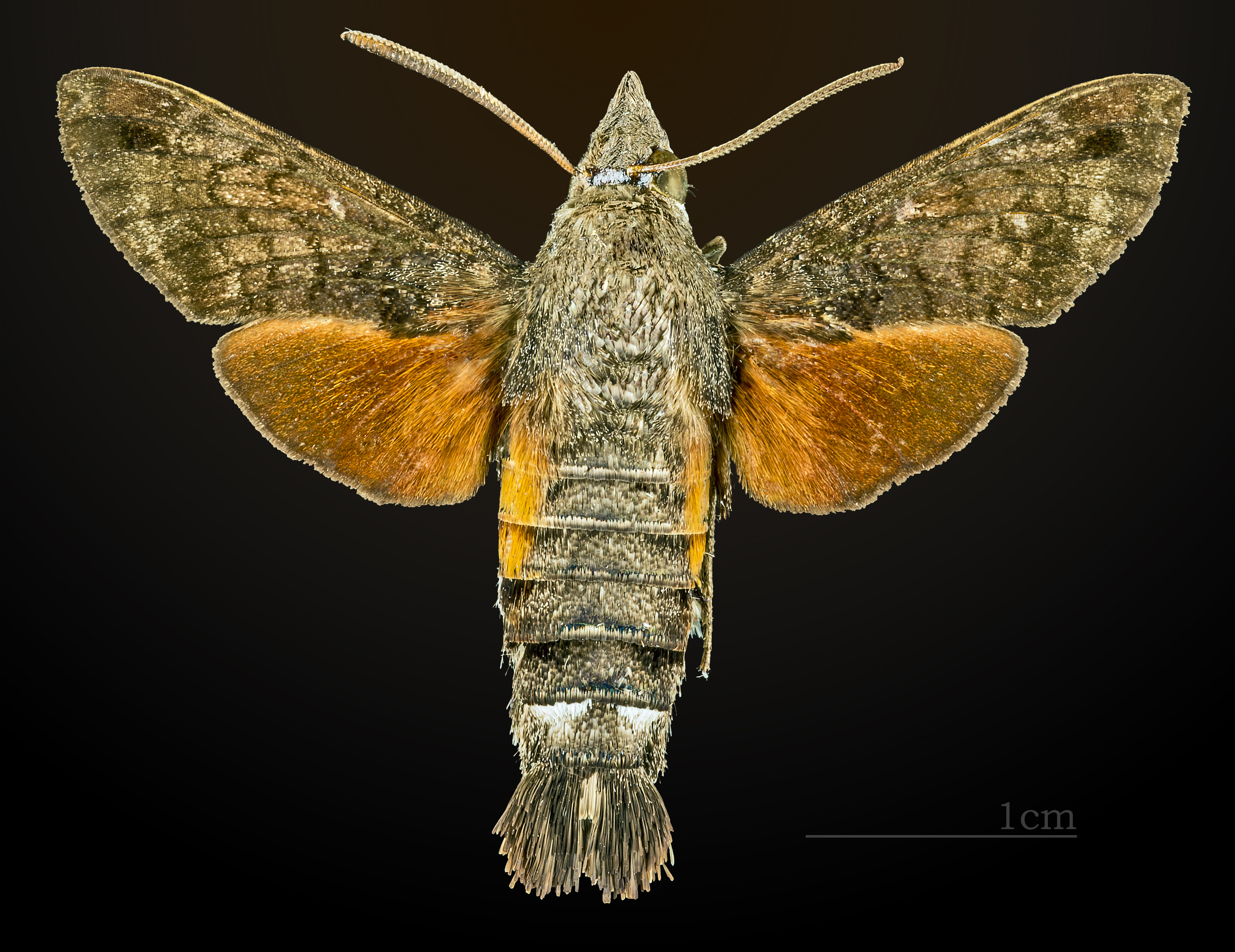
Dorsum
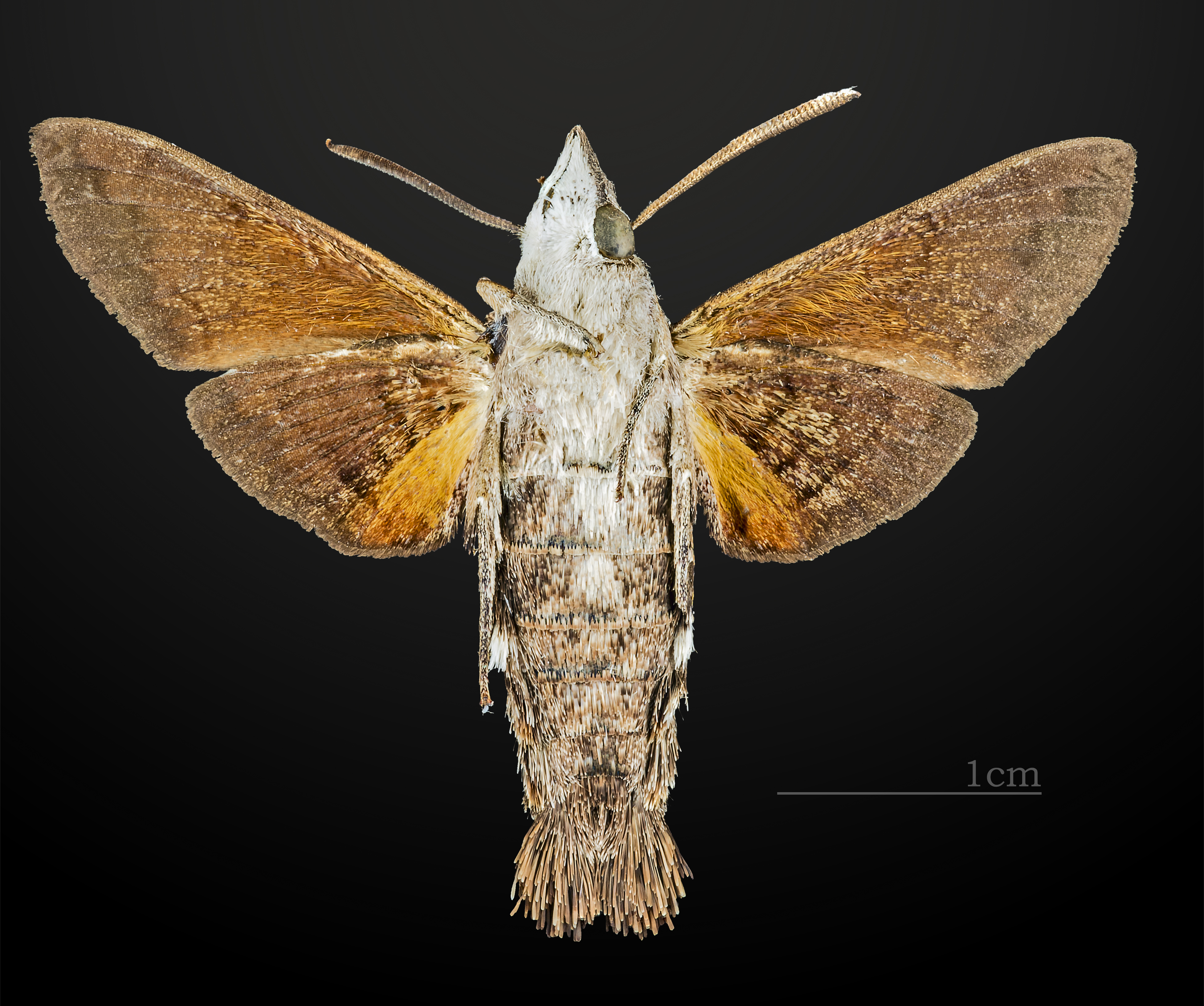
Ventrala